# Roger Bannister
Sir Roger Bannister (23. března 1929 Harrow, Spojené království – 3. března 2018 Oxford) byl anglický atlet, kterého proslavilo pokoření hranice 4 minut v běhu na 1 míli. Po skončení kariéry se začal naplno věnovat medicíně, stal se významným neurologem.
Na olympijských hrách v Helsinkách v roce 1952 Bannister zaběhl britský rekord na 1500 metrů, nicméně nevyhrál medaili, kterou očekával. To posílilo jeho odhodlání stát se prvním, kdo doběhne do cíle 1 míle v čase pod 4 minuty.
Dlouho odolávající hranice padla 6. května 1954 v Oxfordu. Když hlasatel oznámil „Čas je tři ...", jásot několika tisíc diváků pohltil detaily výsledku. Nový rekord měl podobu 3:59,4 min. Bannister jej přitom dosáhl při malém objemu tréninku, protože v té době již pracoval jako začínající lékař. Jeho výkon znamenal prolomení psychologické bariéry: rekord zůstal platný jen 46 dní. (Současný světový rekord drží od roku 1999 Maročan Hicham El Guerrouj časem 3:43,13 min.)
Závod přinesl posun ještě v jednom aspektu – Bannisterovi jej tehdy rozbíhali vodiči Chris Brasher a Christopher Chataway. Překonání rekordu odstartovalo rozvoj využívání vodičů při vrcholných běžeckých soutěžích na středních a dlouhých tratích.
Bannister se později stal váženým neurologem. Když byl dotázán, zda ze všeho, čeho v životě dosáhl, je nejvíce hrdý na svou rekordní míli, odpověděl, že více hrdosti cítí na svůj příspěvek akademické medicíně v oblasti výzkumu reakcí nervové soustavy.
Na olympiádě v roce 1948 nesoutěžil, ale proslavil se při slavnostním zahájení, když zaběhl pro britskou vlajku, která zůstala zapomenutá ve vojenském automobilu.
Stal se vítězem mistrovství Evropy v atletice 1954 na 1550 metrů,a Her Commonwealthu 1954 na 1 míli, časopis Sport Illustrated ho vyhlásil nejlepším světovým sportovcem roku 1954.
V době, kdy sloužil u Royal Army Medical Corps, prosazoval testování sportovců na anabolické steroidy. K padesátém výročí jeho rekordu byla vydána pamětní padesátipencová mince. V roce 2017 mu byl udělen Řád společníků cti.